# Gnathoncus nidorum
Gnathoncus nidorum är en skalbaggsart som beskrevs av Stockmann 1957. Gnathoncus nidorum ingår i släktet Gnathoncus och familjen stumpbaggar. Enligt den finländska rödlistan är arten sårbar i Finland. Enligt den svenska rödlistan är arten nära hotad i Sverige. Arten förekommer i Götaland och Svealand. Artens livsmiljö är naturmoskogar. Inga underarter finns listade i Catalogue of Life.